# Alice Reichen
Alice Reichen (Emilia, Alice, Ida Reichenbach), née en Suisse à Genève le 3 janvier 1895 et morte à Limeil-Brévannes (Val-de-Marne le 7 juin 1976, est une actrice française. Elle était l'épouse du peintre Auguste Clergé.

## Filmographie
- 1947 : Monsieur Vincent de Maurice Cloche - La logeuse
- 1956 : Ascenseur pour l'échafaud de Louis Malle - La fleuriste
- 1962 : La Belle Vie de Robert Enrico
- 1962 : Les Suédoises à Paris - Svenska flickor i Paris de Barbro Boman - La concierge
- 1967 : L'Une et l'Autre de René Allio
- 1967 : Pierre et Paul de René Allio - La tante
- 1970 : Élise ou la vraie vie de Michel Drach - La grand-mère
- 1972 : Les Dossiers de Maître Robineau, épisode Main basse sur la campagne de Jean-Claude de Nesles
- 1973 : Le Fils de Pierre Granier-Deferre
- 1973 : Je sais rien, mais je dirai tout de Pierre Richard - Marie
- 1973 : Juliette et Juliette de Rémo Forlani
- 1973 : La Race des seigneurs de Pierre Granier-Deferre
- 1973 : Rude journée pour la reine de René Allio - Rose
- 1974 : Ardéchois cœur fidèle (feuilleton TV) - Sœur Odile
- 1974 : Aloïse de Liliane de Kermadec - La microphonée
- 1974 : Ce cher Victor de Robin Davis - Jeanne
- 1975 : Au théâtre ce soir : La Rabouilleuse d'Émile Fabre d'après Honoré de Balzac, mise en scène Robert Manuel, réalisation Pierre Sabbagh, théâtre Édouard VII
- 1975 : Les Ambassadeurs de Naceur Ktari
- 1975 : Docteur Françoise Gailland de Jean-Louis Bertuccelli
- 1975 : Les Galettes de Pont-Aven de Joël Séria - La mère Cadic
- 1975 : Police python 357 de Alain Corneau - La marchande de stylos
- 1975 : Encore un hiver de Françoise Sagan - court métrage -
- 1976 : La Poupée sanglante de Marcel Cravenne

## Théâtre
- 1921 : Celui qui reçoit les gifles de Leonide Andreiev, mise en scène Georges Pitoëff, Plainpalais, Théâtre Moncey
- 1921 : La Dame aux camélias d'Alexandre Dumas fils, mise en scène Georges Pitoëff, Plainpalais
- 1923 : La Journée des aveux de Georges Duhamel, mise en scène Georges Pitoëff, Théâtre des Champs-Élysées
- 1923 : La Petite Baraque d'Alexandre Blok, mise en scène Georges Pitoëff, Comédie des Champs-Élysées
- 1928 : La Maison des cœurs brisés de George Bernard Shaw, mise en scène Georges Pitoëff, Théâtre des Mathurins
- 1928 : Brand d'Henrik Ibsen, mise en scène Georges Pitoëff, Théâtre des Mathurins
- 1928 : La Célèbre Histoire de Saint-Georges de Bouhélier, mise en scène Georges Pitoëff, Théâtre des Mathurins
- 1934 : Le Coup de Trafalgar de Roger Vitrac, création dans une mise en scène de Marcel Herrand au Théâtre de l'Atelier, dans le rôle de Mme Peigne
- 1939 : La Mouette d'Anton Tchekhov, mise en scène Georges PitoëffThéâtre des Mathurins
- 1939 : La Dame aux camélias d'Alexandre Dumas fils, mise en scène Georges Pitoëff, Théâtre des Mathurins
- 1951 : Survivre de Michel Philippot, mise en scène Émile Dars, Théâtre des Noctambules
- 1951 : Mère Courage de Bertolt Brecht, mise en scène Jean Vilar, TNP Théâtre de la Cité Jardins Suresnes
- 1955 : Le Tombeau d'Achille d'André Roussin, mise en scène Georges Douking, Comédie de Provence
- 1960 : Les Radis creux de Jean Meckert, mise en scène Étienne Bierry, Poche Montparnasse
- 1967 : La Maison des cœurs brisés de George Bernard Shaw, mise en scène Jean Tasso, Centre dramatique de l'Est
- 1968 : Les Soldats de Jakob Michael Reinhold Lenz, mise en scène Patrice Chéreau, Théâtre de Chaillot
- 1968 : Nekrassov de Jean-Paul Sartre, mise en scène Hubert Gignoux, Centre dramatique de l'Est
- 1969 : Oncle Vania d'Anton Tchekhov, mise en scène Sacha Pitoëff, Théâtre Moderne, Théâtre des Célestins
- 1970 : Hadrien VII de Peter Luke, mise en scène de Raymond Rouleau, Théâtre de Paris
- 1974 : L'Odyssée pour une tasse de thé de Jean-Michel Ribes, mise en scène de l'auteur,   Théâtre de la Ville